# Fasach
Fasach (Schots-Gaelisch: Fàsach) is een dorp op het eiland Skye in de Schotse lieutenancy Ross and Cromarty in het raadsgebied Highland.